# Cardejón
Cardejón es una localidad de la provincia de Soria, partido judicial de Soria, comunidad autónoma de Castilla y León, España. Pueblo de la Comarca de Campo de Gómara que pertenece al municipio de Almenar de Soria.
Desde el punto de vista jerárquico de la Iglesia católica forma parte de la diócesis de Osma la cual, a su vez, pertenece a la archidiócesis de Burgos.

### Economía
Como la mayor parte de los municipios de la zona, cuenta con una población exigua, envejecida y declinante. La economía gira en torno al monocultivo del cereal y el pastoreo extensivo del ganado ovino.

## Historia
El censo de Pecheros de 1528, en el que no se contaban eclesiásticos, hidalgos y nobles, registraba la existencia de 43 pecheros, es decir unidades familiares que pagaban impuestos. Formaba parte del Sexmo de Arciel.
A la caída del Antiguo Régimen la localidad se constituyó en municipio constitucional dentro de la región de Castilla la Vieja, partido de Ágreda. En el censo de 1842 contaba con 49 hogares y 201 vecinos.
El 4 de junio de 1969 desapareció el municipio al integrarse en el de Almenar de Soria. Contaba entonces con 35 hogares y 136 habitantes.

## Geografía humana

### Demografía
| Gráfica de evolución demográfica de Cardejon entre 1842 y 1960 |
| |
| Población de derecho según los censos de población del INE Población de hecho según los censos de población del INEEntre el censo de 1970 y el anterior, este municipio desaparece porque se integra en el municipio 42022 (Almenar de Soria) |

En 1981 contaba con 64 habitantes concentrados en el núcleo principal, pasando a 32 en 2010: 18 varones y 14 mujeres.
| Gráfica de evolución demográfica de Cardejón entre 2000 y 2010                                   |
|                                                                                                  |
| Población de derecho (2000-2010) según los censos de población del INE a 1 de enero de cada año. |

### Economía
Como la mayor parte de los municipios de la zona, cuenta con una población exigua, envejecida y declinante. La economía gira en torno al monocultivo del cereal y el pastoreo extensivo del ganado ovino.

## Patrimonio
- Iglesia de la Virgen de la Blanca.
- Ermita de San Miguel.

## Medio ambiente
En su término e incluidos en la Red Natura 2000 los siguientes lugares:
- Zona Especial Protección de Aves conocida como Altos Campos de Gómara ocupando 4089 hectáreas, el 48 % de su término.[7]